# 科布里諾瓦格列布利亞
48°57′43″N 30°43′12″E / 48.96194°N 30.72000°E
科布里諾瓦-赫雷布利亞（烏克蘭語：Кобринова Гребля）是位於烏克蘭中部的村莊，由切爾卡瑟州裡茲韋尼霍羅德卡區的塔利內市鎮負責管轄。該村始建於1545年，海拔高度179米，2001年人口532。